# Rosemary's Baby (película)
Rosemary's Baby (en Hispanoamérica, El bebé de Rosemary; en España, La semilla del diablo) es una película de terror gótico dramático estadounidense de 1968. Escrita y dirigida por Roman Polański y basada en la novela homónima de Ira Levin. Está protagonizada por Mia Farrow, John Cassavetes, Ruth Gordon, Sidney Blackmer, Maurice Evans y Ralph Bellamy. La película narra la historia de una mujer embarazada que sospecha que una secta maligna quiere llevarse a su bebé para usarlo en sus rituales.
La película obtuvo el reconocimiento casi universal de los críticos de cine y ganó numerosas nominaciones y premios. Obtuvo un Óscar a la mejor actriz de reparto (Ruth Gordon), y Polański obtuvo una candidatura al Óscar en la categoría de mejor guion adaptado.
Aparece en el puesto n.º 9 en el listado AFI's 100 años... 100 películas de suspense. En 2014, la película fue considerada «cultural, histórica y estéticamente significativa» por la Biblioteca del Congreso de Estados Unidos y seleccionada para su preservación en el National Film Registry.

## Argumento
Rosemary Woodhouse (Mia Farrow) es una joven ama de casa que está casada con el actor de teatro Guy Woodhouse (John Cassavetes). La pareja se instala en un apartamento de la Casa Bramford, antiguo edificio de apartamentos en Nueva York. El apartamento tiene una leyenda un tanto sórdida debido a las siniestras reputaciones de algunos antiguos residentes. 
Rosemary es una mujer joven y alegre, le gusta estar dedicada a su hogar, anhela tener un bebé con Guy, quien por su parte,  desea alcanzar el estrellato. Por circunstancias accidentadas, los Woodhouse traban amistad con Roman Castevet (Sidney Blackmer) y Minnie Castevet (Ruth Gordon), un matrimonio de edad avanzada que vive en la misma planta del edificio, y que se convierten en una especie de padres sustitutos del joven matrimonio. Rosemary se hace amiga de Terri Gionoffrio (Victoria Vetri), una joven vecina del lugar que lleva un collar con una especie de raíz que le regalaron los Castevet después de acogerla en su casa.
Guy y Rosemary, al volver a la casa una noche, se sorprenden de ver una gran conmoción de personas y a la policía. Al parecer, Terri ha saltado del apartamento de los Castevet y se ha suicidado. Minnie y Roman llegan muy asustados, pero Rosemary los consuela diciéndoles que Terri habló mucho de ellos antes de matarse. Roman y Minnie invitan a Rosemary y a Guy a cenar. Guy parece haber logrado entablar una gran amistad con la pareja, pero Rosemary no confía tanto en ellos. Los Castevet les dan el collar de Terri, diciéndoles que el olor viene de una raíz llamada Tanis.
Al poco tiempo, Guy consigue un papel en una obra en la que anteriormente había sido rechazado, después de que el actor que iba a aparecer, misteriosa e inexplicablemente, se queda ciego. Guy y Rosemary acuerdan tener el hijo tan deseado, y planean la fecha ideal para que ella quede embarazada. Aquella noche, Rosemary tiene un horripilante y extraño sueño, en el que ella se encuentra en la habitación, rodeada por los inquilinos del edificio (los Castevet incluidos), todos desnudos diciendo extrañas palabras, y que una criatura, Satanás (Clay Tanner), la está violando fuertemente y lastimando. La escena continúa hasta tal punto que Rosemary empieza a gritar que no es un sueño, pero se desmaya mientras la criatura sigue violándola.
Cuando despierta, Guy se disculpa por haberle «hecho el amor mientras estaba inconsciente», y ella descubre que está embarazada. Su amiga Elise (Emmaline Henry) le recomienda al Dr. Hill, pero los Castevet intervienen y le recomiendan al Dr. Abraham Sapirstein (Ralph Bellamy), que le da de beber un jugo que dice ser mejor que las vitaminas habituales. Durante los primeros tres meses del embarazo, Rosemary sufre fuertes dolores abdominales, le toma el gusto a la carne cruda y el hígado de pollo, y pierde mucho peso. El médico le dice que los dolores desaparecerán y que siga consumiendo la bebida. Hutch (Maurice Evans), un amigo de Rosemary, ve que Minnie le agrega la extraña «raíz Tanis» al jugo de Rosemary, y le molesta mucho, por lo que decide investigar lo que ocurre.
Sin embargo, el mismo día que Hutch planea compartir con Rosemary sus hallazgos, misteriosamente, cae en coma unas horas antes de la reunión y fallece tres meses después. Sin embargo, pocos días antes de morir, Hutch recupera brevemente la conciencia y, aprovechando esto, le da instrucciones a otra amiga, Grace Cardiff, entregándole un libro de brujería y un mensaje que Grace le da a Rosemary en el funeral: «El nombre es un anagrama».
Con esto y con el libro, Rosemary descubre que Roman Castevet es en realidad Steven Marcato, el hijo de un anterior inquilino, Adrian Marcato, quien fue acusado de brujería y posteriormente asesinado. Ella deduce que planean usar a su bebé para un culto extraño y que Guy cooperó con ellos para que sabotearan al actor y su carrera despegara. Luego se entera de que el Dr. Sapirstein es parte de la conspiración, y que ellos asesinaron a Hutch para que no los delatara. Rosemary comparte sus problemas con el Dr. Hill, y este cree que delira, así que llama a Sapirstein y a Guy. Ellos le dicen a Rosemary que si coopera, ni ella ni el bebé se verán perjudicados. Los dos hombres se llevan a Rosemary al apartamento, donde entra en trabajo de parto. Al despertar, le dicen que el bebé ha muerto, pero escucha llantos en el edificio.
Rosemary descubre una puerta secreta y entra en el apartamento de los Castevet, donde ellos se encuentran reunidos delante de un bebé (al cual no se le ve el rostro). Al ver esto, ella exige saber la causa de la deformidad, pero rápidamente descubre que el ente que la violó era en realidad Satanás, que no fue un sueño, y se horroriza. Roman la calma y le dice que le dé una madre al niño y que ni ella ni Guy se tienen que unir a la secta si no quieren. La película termina con Rosemary arropando al niño y meciendo la cuna lentamente.

## Reparto

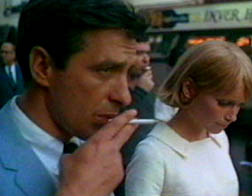
Mia Farrow y John Cassavetes, los protagonistas de la película

- Mia Farrow como Rosemary Woodhouse.
- John Cassavetes como Guy Woodhouse.
- Sidney Blackmer como Roman Castevet.
- Ruth Gordon como Minnie Castevet.
- Maurice Evans como Edward «Hutch» Hutchins.
- Victoria Vetri como Theresa «Terri» Gionoffrio.
- Ralph Bellamy como Dr. Abraham Sapirstein.
- Patsy Kelly como Laura-Louise.
- Elisha Cook Jr. como Sr. Nicklas
- Phil Leeds como Dr. Shand
- Emmaline Henry como Elise Dunstan.
- Clay Tanner como diablo (sin acreditar).

## Producción
En Rosemary's Baby: A Retrospective, un material extra del DVD de la película, el guionista y director Roman Polanski y el productor ejecutivo de Paramount Pictures Robert Evans, junto con el diseñador de producción, Richard Sylbert, rememoran algunos detalles sobre la producción. En dicho DVD, Robert Evans recuerda que William Castle le trajo las primeras galeradas de la novela de Ira Levin y le pidió comprar los derechos para la adaptación cinematográfica aún antes de que Random House, la editorial del escritor, publicara la novela. Como los responsables de la Paramount habían reconocido el potencial comercial de una posible adaptación, pronto estuvieron de acuerdo en que William Castle, que tenía una excelente reputación como productor de películas de terror de bajo presupuesto, podría producir, aunque no dirigir, la adaptación de película.
Por aquel entonces Robert Evans, quien ya conocía y admiraba las películas europeas de Roman Polanski, confiaba en poder convencerlo para que se involucrara en el proyecto, y con ello debutar en su primera producción para el cine estadounidense. Pronto Roman Polanski recibió de manos de Robert Evans, una primera y rústica versión del guion de Rosemary's Baby y quedó fascinado. Tanto es así, que leyó la novela original en una sola noche. A la mañana siguiente llamó a Robert Evans y le dijo que aquel guion era un proyecto muy interesante para su debut como cineasta en Estados Unidos, y que no solo le gustaría dirigirlo, sino participar en la redacción del guion final.
En su lectura de la novela, Roman Polanski imaginó al personaje principal, Rosemary, como una chica robusta física y mentalmente, pero también normal y corriente, ni guapa ni fea. Para ello pensó que el papel lo podría interpretar en un principio la actriz Tuesday Weld. Pero Robert Evans tenía sus dudas al respecto, ya que el libro todavía no había alcanzado la posición de best seller. Evans no confiaba en que el título del filme por sí mismo garantizase la atención del público, y pensaba que para ello se precisaba de otra actriz más conocida. Con papeles secundarios en películas como Guns at Batasi y la por aquel entonces aún no estrenada A Dandy in Aspic no parecía que Mia Farrow tuviera una gran filmografía, pero su papel de Allison MacKenzie en la serie de televisión Peyton Place, así como su reciente matrimonio con Frank Sinatra la convertían en una actriz interesante para el papel, según Evans. A pesar de su apariencia endeble y alicaída, Polanski finalmente le hizo una prueba. Desgraciadamente, aceptar este papel supuso muchos problemas en el matrimonio de Mia Farrow. Frank Sinatra, quien le exigió a su mujer que abandonara su carrera cuando se casaron, fue el primero en protestar, y a la larga le pidió el divorcio a mitad del filme y ante todo el equipo de rodaje. Mia Farrow, en un intento de salvar su matrimonio, le suplicó al productor Robert Evans que le rescindiera su contrato. Sin embargo, él la convenció para que siguiera en el proyecto cuando le mostró metraje del filme todavía no montado. Tras verlo, Mia Farrow decidió continuar, porque Evans le aseguró que con esta película conseguiría la nominación al premio Óscar a la mejor actriz protagonista, cosa que nunca sucedió.
Para interpretar el papel de Guy Housewood, el marido de Rosemary, Robert Redford fue la primera opción, pero este, por alguna razón, rechazó el papel. Pronto se pensó en Jack Nicholson, pero finalmente se impuso el criterio de Polanski y se eligió a John Cassavetes.
El diseñador de producción, Richard Sylbert, fue quien propuso a Ruth Gordon para el papel de Minnie Castevet, la entrometida vecina. Ahora solo faltaba ubicar a todos los personajes en el edificio donde tenía lugar la acción: el ficticio edificio Bramford. Sylbert creyó que usar el edificio Dakota sería una buena idea. Dicho edificio, situado en la parte alta del Westside, en Manhattan, Nueva York, era famoso por la cantidad de personas vinculadas al mundo del espectáculo que vivían en él. Pero el edificio ya se estaba ganando su mala fama como lugar problemático: los propietarios no dieron su permiso para que se filmara en su interior, y Polanski no estaba satisfecho con el grado de oscuridad y penumbra de sus vestíbulos y pasillos. A la sazón, el edificio solo fue usado para las tomas exteriores que reflejaban en la ficción la Casa Bramford.
Por otro lado, Polanski quiso contratar a viejas estrellas de Hollywood para los miembros del aquelarre, pero no conocía a ninguna personalmente. Para el aquelarre dibujó bosquejos de cómo había previsto cada personaje, y fueron finalmente los propios actores elegidos quienes tuvieron que terminar de crear sus papeles. En cada caso, el actor elegido se parecía físicamente a los dibujos de Polanski; estos fueron Ralph Bellamy, Patsy Kelly, Elisha Cock Jr, Phil Leeds, y Hopes Summers. 
Mia Farrow tuvo que lucir una peluca en prácticamente la primera mitad del metraje, y no fue hasta después, cuando ya lucía su embarazo ficticio, que se la pudo ver con su auténtico peinado, el que ella misma anuncia como la última moda de Vidal Sassoon. Como contrapartida a esto, también la actriz estadounidense vivió momentos muy amargos durante el rodaje. Una de las escenas de la película más cargadas emocionalmente era aquella en la que, en medio de una fiesta celebrada en su apartamento, sus amigas echan de la cocina a Guy, su marido, mientras tratan de consolarla a causa del embarazo tan traumático de Rosemary. Dicha escena fue rodada en un solo día, pero justo después de filmar la primera toma de la escena, un mensajero irrumpió en el set de rodaje, trayendo consigo toda la documentación referente al divorcio de Mia Farrow enviada por Frank Sinatra. Cuando la actriz leyó los documentos rompió a llorar sobre el suelo de la cocina, tal y como el personaje de Rosemary hace al comunicar a sus amigas lo extrañamente mal que siente su embarazo. Alarmado, Polanski quiso suspender la filmación de aquella escena por aquel día y concentrarse en otras que no implicaran la presencia de la actriz. Pero Farrow, en un arranque de profesionalidad, le suplicó al director continuar con el plan de trabajo original, y la escena se pudo terminar sin más complicaciones.
Polanski no deseaba que en ningún momento apareciese el «bebé de Rosemary», pues de esa forma, y con razón, daría más miedo imaginárselo. Pero los demás lo convencieron de «siempre mostrar al monstruo», por lo que, muy a su pesar, Polanski agregó, al final de la cinta, la toma de unos ojos amarillos que miran a la cámara.

## Secuela y nueva versión
En 1976 se estrenó en los Estados Unidos un telefilme titulado Look What's Happened to Rosemary's Baby en donde se retomaban algunos personajes de la novela original de Ira Levin. Aunque Mia Farrow no participó en la producción, su personaje fue interpretado por la actriz Patty Duke, y Ruth Gordon repitió el papel de la entrometida vecina, la excéntrica Minnie Castevet.
En enero de 2014, NBC lanzó una miniserie homónima protagonizada por Zoe Saldaña como Rosemary. La miniserie fue filmada en París bajo la dirección de Agnieszka Holland.